# Phaethontiformes
Phaethontiformes é uma ordem de aves que compreende duas famílias, uma delas extinta, e que tradicionalmente pertenciam a ordem Pelecaniformes. Vários estudos filogenéticos de seqüências de genes mitocondriais e nucleares demonstraram que as famílias tradicionalmente colocadas na ordem Pelecaniformes eram parafiléticas em relação a ordem Ciconiiformes. Estudos demonstram que os rabos-de-palha são relacionados com a ordem Procellariiformes.

## Famílias
- Phaethontidae Brandt, 1840
- †Prophaethontidae Harrison & Walker, 1976